# Hradčovice
Hradčovice (in tedesco Radschowitz) è un comune della Repubblica Ceca facente parte del distretto di Uherské Hradiště, nella regione di Zlín.